# Netelia baibarensis
Netelia baibarensis är en stekelart som först beskrevs av Tohru Uchida 1928.  Netelia baibarensis ingår i släktet Netelia och familjen brokparasitsteklar. Inga underarter finns listade i Catalogue of Life.